# Whataboutism
Whataboutism ('I-què-ens-en-dieu-de-isme') és un nom alternatiu en anglès per a la fal·làcia lògica tu quoque, que fou popularitzat per The Economist en referència al seu ús per la Unió Soviètica (URSS) en les seves relacions amb l'Oest durant la guerra freda. La tàctica es feia servir quan algú criticava l'URSS i consistia a respondre: «I què ens en dieu de…», seguit d'algun fet esdevingut a l'Oest que tingués alguna relació amb l'objecte de crítica inicial. És equivalent a tu quoque, o apel·lació a la hipocresia, una fal·làcia lògica que intenta desacreditar el que diu algú indicant que les accions d'aquesta persona no són coherents amb les seves paraules, però sense aportar proves que el seu argument sigui erroni.

## Resum
El 1986, quan l'URSS va anunciar tard que s'havia produït un accident nuclear greu a Txernòbil (Ucraïna), després que els països occidentals avisessin de nivells de radioactivitat excepcionalment alts, ho va fer en un sol paràgraf. El New York Times va dir-ne el següent:
| « | El lacònic anunci soviètic de l'accident de Txernòbil va ser seguit per un despatx de la TASS que recordava que hi havia hagut molts incidents als Estats Units, des de Three Mile Island, als afores de Harrisburg (Pennsilvània), fins a la central Ginna, prop de Rochester. TASS va apuntar que un grup antinuclear estatunidenc havia registrat 2.300 accidents, fallides mecàniques i altres tipus de problemes el 1979. El costum de desviar l'atenció cap a desastres que han passat a altres llocs quan se'n produeix un a la Unió Soviètica és tan habitual que, quan veuen un reportatge a la televisió soviètica sobre una catàstrofe a l'estranger, els russos sovint truquen a amics occidentals per a esbrinar si ha passat res a la Unió Soviètica. | » |

Després de caure en desús al final de la guerra freda, aquesta tàctica ha ressorgit a la Rússia postsoviètica en relació amb una sèrie de violacions dels drets humans i altres crítiques envers el govern rus. Una col·laboradora de The Guardian, Miriam Elder, va comentar que el govern de Vladímir Putin la fa servir a través del seu portaveu, Dmitri Peskov, de manera que la majoria de crítiques relatives a violacions dels drets humans queden sense resposta. Peskov va respondre l'article d'Elder, que tractava de la dificultat de rentar roba en sec a Moscou, amb un whataboutism sobre les dificultats dels russos per a obtenir un visat per a viatjar al Regne Unit. El juliol del 2012, un columnista de RIA Novosti, Konstantín von Éguert, va escriure un article sobre l'ús del whataboutism en relació amb el suport rus i estatunidenc a diferents governs de l'Orient Pròxim.
Tot i que l'ús del whataboutism no es limita a cap raça o sistema de creences en particular, segons The Economist, els russos solen abusar d'aquesta tàctica. Hi ha dues maneres de combatre el whataboutism de manera eficaç. La primera consisteix a «fer servir qüestions plantejades pels mateixos líders russos» per tal que no es puguin aplicar a un país de l'Oest, mentre que la segona és potenciar el sentit d'autocrítica als mitjans de comunicació i els governs dels estats occidentals.